# Popovice u Rajhradu
Popovice u Rajhradu – przystanek kolejowy w Popovicach, w kraju południowomorawskim, w Czechach. Znajduje się na wysokości 200 m n.p.m. Położona jest w zachodniej części wsi, w pobliżu węzła drogowego z autostradą D52.
Jest zarządzany przez Správę železnic. Na przystanku nie ma możliwości zakupu biletów, a obsługa podróżnych odbywa się w pociągu. Składa się z dwóch peronów krawędziowych, wyposażonych po dwie wiaty peronowe na każdy peron. Poruszanie się między peronami umożliwia wiadukt drogowy, znajdujący się w południowej części przystanku.

## Linie kolejowe
- 250 Havlíčkův Brod - Brno - Kúty